# Pájaro Bobo (Marcavelica)
Pájaro Bobo es una localidad peruana ubicada en el distrito de Marcavelica, perteneciente a la provincia de Sullana del departamento de Piura, al norte del Perú.

## Demografía
En el 2017 Pájaro Bobo tenía una población de 13 habitantes.
| Gráfica de evolución demográfica de Pájaro Bobo entre 1993 y 2017 |
|                                                                   |
| Fuentes: Población 1993 y 2017                                    |